# Miss Polen

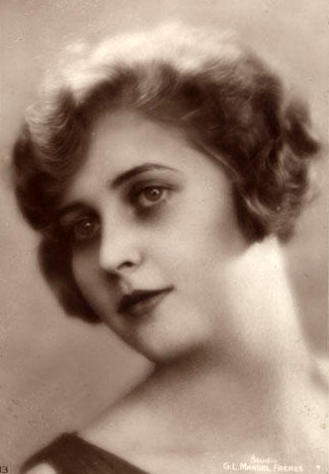
Władysława Kostakówna, die erste Miss Polonia 1929

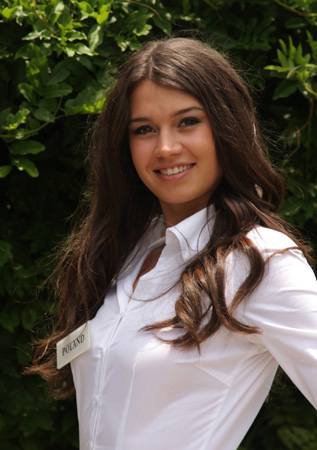
Klaudia Ungerman, Miss Polski 2008

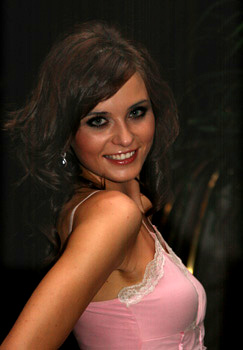
Karolina Zakrzewska, Miss Polski 2007

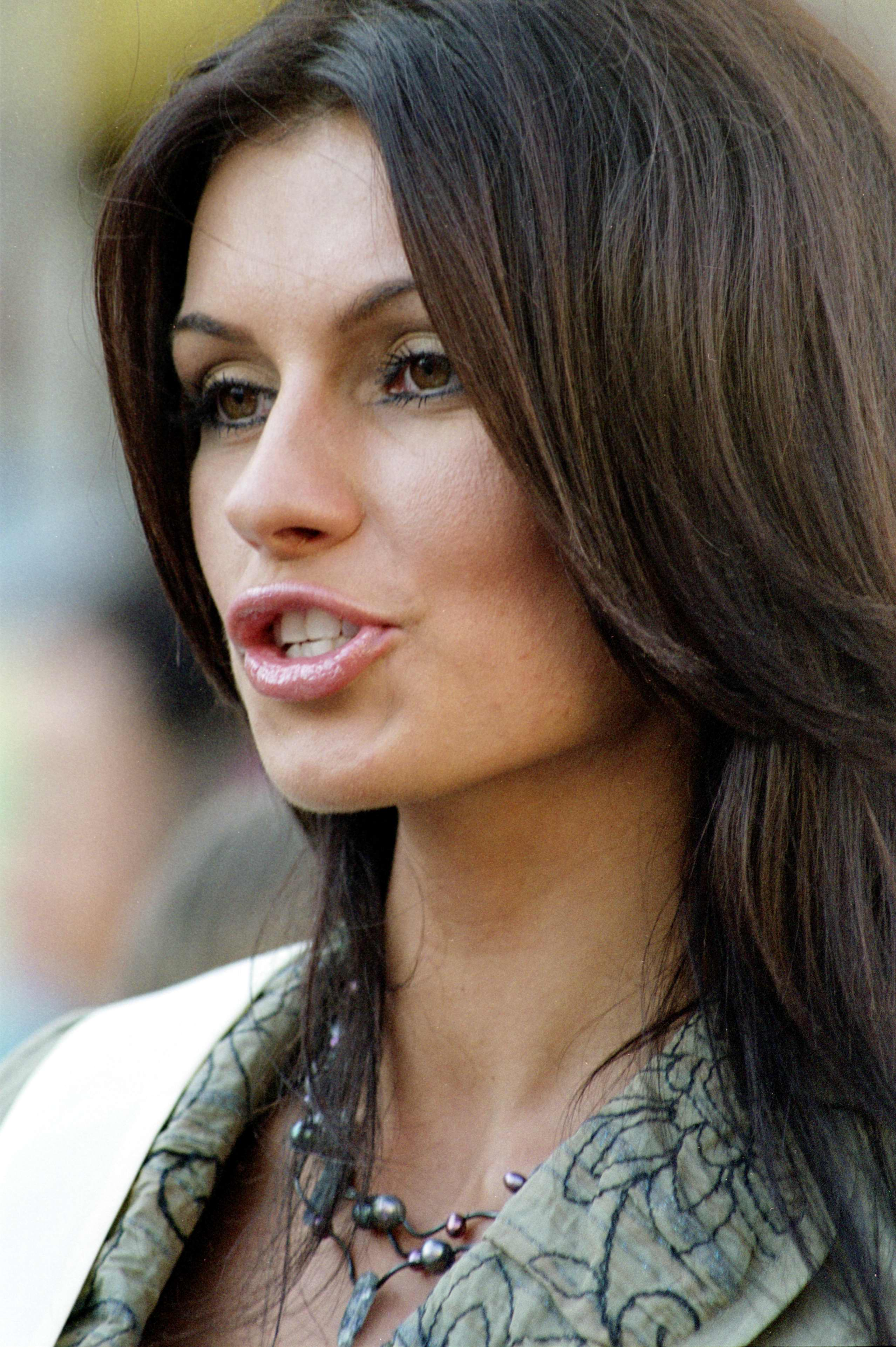
Marzena Cieślik, Miss Polonia 2006

Miss Polen ist ein nationaler Schönheitswettbewerb für unverheiratete Frauen in Polen, der dort Miss Polonia heißt. Er wurde 1929 erstmals von den Zeitschriften Ekspres Poranny und Kurier Czerwony durchgeführt, um eine Teilnehmerin für den neu geschaffenen Wettbewerb Miss Europe zu ermitteln.
Miss Polonia wurde allerdings nicht jedes Jahr gewählt, vor dem Zweiten Weltkrieg zuletzt 1937. Für eine lange Unterbrechung des Wettbewerbs sorgten der Krieg und der anschließende Stalinismus. Die Länder des sozialistischen Lagers lehnten Schönheitskonkurrenzen aus ideologischen Gründen zunächst ab und beteiligten sich auch nicht an internationalen Wettbewerben. Eine Ausnahme bildete das liberalere Jugoslawien. In Polen fanden in einer Phase des „politischen Tauwetters“ 1957/58 vorübergehend wieder Misswahlen statt, deren Siegerinnen sogar international kandidierten. Erst seit 1983 werden wieder jährliche Wettbewerbe ausgetragen. Sie werden vom Biuro Miss Polonia veranstaltet. Finalistinnen nehmen an den internationalen Wahlen zur Miss Universe, Miss International, Miss Europe, Miss Earth und Miss Baltic Sea teil.
Ein Konkurrenzwettbewerb unter dem Titel Miss Polski wurde 1990 von der Gesellschaft Missland ins Leben gerufen (1989 in Warschau gegründet). Ihre Siegerinnen kandidieren zur Miss World.

## Die Siegerinnen

### Miss Polonia
| Jahr      | Miss Polonia              | Stadt               |
| --------- | ------------------------- | ------------------- |
| 1929      | Władysława Kostakówna     | Warszawa            |
| 1930      | Zofia Batycka             | Lwów                |
| 1931      | nicht ausgetragen         | nicht ausgetragen   |
| 1932      | Zofia Dobrowolska         | Poznań              |
| 1933      | nicht ausgetragen         | nicht ausgetragen   |
| 1934      | Maria Żabkiewiczówna      | Wilno               |
| 1935–1936 | nicht ausgetragen         | nicht ausgetragen   |
| 1937      | Józefa Kaczmarkiewiczówna | Barlin              |
| 1938–1956 | nicht ausgetragen         | nicht ausgetragen   |
| 1957      | Alicja Bobrowska          | Kraków              |
| 1958      | Zuzanna Cembrowska        | Warszawa            |
| 1959–1982 | nicht ausgetragen         | nicht ausgetragen   |
| 1983      | Lidia Wasiak              | Szczecin            |
| 1984      | Magdalena Jaworska        | Warszawa            |
| 1985      | Katarzyna Zawidzka        | Gorzów Wielkopolski |
| 1986      | Renata Fatla              | Bielsko-Biała       |
| 1987      | Monika Nowosadko          | Kołobrzeg           |
| 1988      | Joanna Gapińska           | Szczecin            |
| 1989      | Aneta Kręglicka           | Gdańsk              |
| 1990      | Joanna Michalska          | Warszawa            |
| 1991      | Karina Wojciechowska      | Mysłowice           |
| 1992      | Ewa Wachowicz             | Klęczany            |
| 1993      | Aleksandra Spieczyńska    | Wrocław             |
| 1994      | Jadwiga Flank             | Bielsko-Biała       |
| 1995      | Ewa Tylecka               | Dzierżoniów         |
| 1996      | Agnieszka Zielińska       | Poznań              |
| 1997      | Roksana Jonek             | Mikołów             |
| 1998      | Izabela Opęchowska        | Biskupiec           |
| 1999      | Marta Kwiecień            | Lublin              |
| 2000      | Justyna Bergmann          | Grudziądz           |
| 2001      | Joanna Drozdowska         | Szczecin            |
| 2002      | Marta Matyjasik           | Zgorzelec           |
| 2003      | Karolina Gorazda          | Kraków              |
| 2004      | Katarzyna Borowicz        | Ostrów Wielkopolski |
| 2005      | Malwina Ratajczak         | Krapkowice          |
| 2006      | Marzena Cieślik           | Świnoujście         |
| 2007      | Barbara Tatara            | Łódź                |
| 2008      | Angelika Jakubowska       | Lubań               |
| 2009      | Maria Nowakowska          | Legnica             |
| 2010      | Rozalia Mancewicz         | Białystok           |
| 2011      | Marcelina Zawadzka        | Malbork             |
| 2012      | Paulina Krupińska         | Warszawa            |
| 2013–2015 | nicht ausgetragen         | nicht ausgetragen   |
| 2016      | Izabella Krzan            | Olsztyn             |
| 2017      | Agata Biernat             | Zduńska Wola        |
| 2018      | Milena Sadowska           | Babice              |
| 2019      | Karolina Bielawska        | Łódź                |

### Miss Polski
| Jahr | Miss Polski           | Stadt                |
| ---- | --------------------- | -------------------- |
| 1990 | Ewa Szymczak          | Łódź                 |
| 1991 | Agnieszka Kotlarska   | Wrocław              |
| 1992 | Elżbieta Dziech       | Bielsko-Biała        |
| 1993 | Agnieszka Pachałko    | Bydgoszcz            |
| 1994 | Magdalena Lewandowska | Bydgoszcz            |
| 1995 | Sabina Śnioch         | Dąbrowa Górnicza     |
| 1996 | Anna Kowalczyk        | Warszawa             |
| 1997 | Grażyna Domańska      | Wrocław              |
| 1998 | Kamila Wiśniewska     | Poznań               |
| 1999 | Renata Piotrowska     | Toruń                |
| 2000 | Dorota Pikuła         | Wrocław              |
| 2001 | Ewa Wiertel           | Lubania              |
| 2002 | Magda Stanisławska    | Białystok            |
| 2003 | Kaja Kruszyńska       | Frombork             |
| 2004 | Elżbieta Sawerska     | Lublin               |
| 2005 | Renata Nowak          | Bydgoszcz            |
| 2006 | Aleksandra Ogłaza     | Bychawa              |
| 2007 | Karolina Zakrzewska   | Zielona Góra         |
| 2008 | Klaudia Ungerman      | Łobez                |
| 2009 | Anna Jamróz           | Rumia                |
| 2010 | Angelika Ogryzek      | Szczecin             |
| 2011 | Agata Szewioła        | Żary                 |
| 2012 | Katarzyna Krzeszowska | Krynica-Zdrój        |
| 2013 | Ada Sztajerowska      | Piotrków Trybunalski |
| 2014 | Ewa Mielnicka         | Ostrołęka            |
| 2015 | Magdalena Bieńkowska  | Mikołajki            |
| 2016 | Paulina Maziarz       | Mostki               |
| 2017 | Kamila Świerc         | Opole                |
| 2018 | Olga Buława           | Świnoujście          |
| 2019 | Magdalena Kasiborska  | Zabrze               |